# Pif et Hercule
 (avril 2023).
Si vous disposez d'ouvrages ou d'articles de référence ou si vous connaissez des sites web de qualité traitant du thème abordé ici, merci de compléter l'article en donnant les références utiles à sa vérifiabilité et en les liant à la section « Notes et références ».
Pif et Hercule est une série télévisée d'animation française en 130 épisodes de 13 minutes adaptée de la bande dessinée des aventures de Pif le beagle et Hercule le chat, et diffusée à partir du 9 octobre 1989 dans l'émission Avant l'école sur TF1.
Au Québec, elle a été diffusée à partir du 7 décembre 1992 sur Canal Famille.

## Synopsis
S'il y en a deux qui s'entendent comme chien et chat, c'est bien Pif et Hercule ! Pif, chien malicieux et sympathique, est en totale opposition avec son compère, le chat Hercule, bagarreur, roublard et un peu voyou et dont il doit régulièrement tempérer les nombreuses gaffes. Ensemble, sans cesse à se chamailler, souvent pour des motifs futiles, ils vivent des aventures amusantes, entourés d'une ribambelle de personnages amis ou ennemis, à l'instar de Grotalent, Grochoux ou encore Farfouille, et les trois voleurs : Cicéron, Busard et Gorille.

## Fiche technique
- Réalisation : Bruno Desraisses
- Scénario : Serge Rosenzweig, Claude Prothée et Raynald Guillot
- Création graphique : Claude Prothée et Patrick Schwerdtle
- Storyboard : Pascal David, Bernard Legal, Olivier Jean-Marie, Janko, George Murphy, Mario Fernendez, Christian Lignan, Gilles Dayez, Vitanim et Alexis Lavillat
- Décors : Annick Paulhac, Brigitte Reboux, Hélène Godefroy, Michel Plisson et Annie Petillon
- Musique : Alexandre Desplat
- Bruiteurs : Bertrand Amiel - Pascal Woyciechowski
- Sound Design : Bell X-1, Gilbert Courtois
- Mixage : Studio Ramsès
- Production : Jean-Claude Delayre
  - Producteur exécutif : Dominique Boischot
- Sociétés de production: TF1 et Col.Ima.Son.
- Pays: France
- Langue originale : français
- Genre : comédie animalière
- Nombres d'épisodes : 130
- Durée : 10-11 minutes
- Date de sortie : France : 9 octobre 1989

## Personnages principaux
- Pif : chien malicieux et sympathique.
- Hercule : chat bagarreur, roublard et un peu voyou.

## Personnages secondaires
- Farfouille : ours est l'agent de police alias « Capitaine ».
- Grochoux : est le directeur alias « Chef ».
- Grotalent : est le scientifique alias « Professeur ».

## Les 3 voleurs
- Cicéron : renard bandit, truand, mafioso et malfaisant alias « Patron ».
- Gorille : gorille bandit, alias « Imbécile » ou « Petit ».
- Busard : corbeau bandit, nonchalant, opportuniste, influençable.

## Épisodes
1. La guerre du feu
2. Taxi folies
3. Main basse sur l'orteil sacré
4. Suspicion
5. Farfouille s'embrouille
6. À la poursuite du grodeoptère
7. Ballade pour une valise
8. Hold up on the rock
9. Chercheurs d'or
10. Coup dur pour la sculpture
11. Pif détective
12. Père Noël en stock
13. La croisière infernale
14. Hot dog mic mac
15. Drôle de bobine
16. Herculopolis
17. Duel
18. Chut ! bébé dort
19. On a volé Sésame
20. Grand Hôtel
21. Le match du siècle
22. Mini plaies mini bosses
23. Pif et la boule de cristal
24. Du rififi sur l'île
25. Le fakir va au tapis
26. Les toqués de la grande cuisine
27. Descente aux enfers
28. Pif et Hercule au bagne
29. Les as du ciel
30. Nos amis les bêtes
31. Les chevaliers de la Table ronde
32. Pif et Hercule vont au ciel
33. Les vacances de Pif
34. Obstruction votre honneur
35. Farfouille suscite des vocations
36. Le fantôme misanthrope
37. Deux faux mages bien faits
38. N'oubliez pas le guide
39. Pôles d'attractions
40. Les envahisseurs
41. Têtes de l'art
42. Jour de chance
43. Pif et Hercule mènent la danse
44. Incident spatio temporel
45. Un peu mon neveu
46. Scoop toujours
47. C'est d'un commun
48. Week-end à Zutcote
49. Bon anniversaire
50. Gare au gourou
51. Hoquet choc
52. Pifok contre Herculak
53. Rien ne va plus au Matuvu
54. Un bateau pour Noidkoko
55. Le Génie porte malheur
56. L'invention du siècle
57. Rubis sur l'ongle
58. En avant marche
59. Farfouille aux trousses
60. Mieux vaut appeler un chat un chat
61. L'Héritage
62. Boom sur le violon
63. Promotion sur la prison
64. Hallucinations
65. Gros Talent a disparu
66. À vot'service m'sieur Grochoux
67. Farfouille et débrouille
68. Baby sitting bull
69. Viva Herculapatas
70. Taxi cassé
71. Rencontre du 3e type
72. La Crise d'Hercule
73. Les Voies du ciel
74. Le SAMU s'amuse
75. Coquin de sort
76. Hot dog party
77. Faites un vœu qu'il disait
78. Hercule chasse la prime
79. Piques sous les tropiques
80. Tour de piste
81. Les Mémoires d'Hercule
82. Le Maître du monde
83. Pif et Hercule cascadeurs
84. Yéti et chuchotement
85. Le Contrat
86. Pif des bois
87. Love story
88. Casse à tous les étages
89. Coup de froid
90. Le Casse du siècle
91. Un amour de trésor
92. Pif et Hercule gladiateurs
93. La Conquête de l'ouest
94. Paris Sud
95. Chaperon rouge et compagnie
96. Bon appétit shérif
97. Et que ça brille
98. Pas de pitié pour les bronzés
99. Les Deux Mousquetaires
100. Cessez le feu
101. Pif fait une cure
102. Les Drôles d'Oiseaux
103. Panique dans la bande
104. Dépan télé
105. L’Ile aux trésors
106. La Guerre des trois
107. Hercule disparaît
108. Du gag à la hune
109. Souvenirs
110. La Guerre des robots
111. Pif FM contre Radio Hercule
112. Hercule fait fortune
113. Astronautes
114. Cancres et chouchoux
115. Salade tyrolienne
116. Le Cauchemar de Farfouille
117. Le Coup du siècle
118. Le Blues sur le lagon
119. Les Frères de l'entrecôte
120. Hercule se met à table
121. Omnibus pour Roccoco
122. Le Grand Sommeil
123. Une partie de campagne
124. Super Pif contre Super Herculeman
125. Drôles de jeux
126. Gare aux fantômes
127. Aïe mon neveu
128. Les Travaux d'Hercule
129. À l'aide les fans sont là
130. Échec et mat pour Hercule

## Voix françaises
- William Coryn : Pif
- Michel Mella : Hercule
- Jacques Alric : Farfouille
- René Bouloc : Cicéron
- Christian Pelissier : Busard
- Yves Elliot : Gorille
- Gérard Hernandez : Grochoux et voix additionnelles
- Roger Carel : Grotalent

Studio de synchro : Télétota

## Commentaires
Pif apparaît pour la première fois en 1948 dans le journal L'Humanité et permettait à Arnal de dénoncer les injustices de l'époque comme la faim, le manque de logements et la précarité. À l'origine, Pif vivait dans une famille d'ouvriers composée de Tonton, Tata et Doudou avec lesquels il réalisait les pires farces possibles.
Son comparse Hercule apparaît en fait deux ans plus tard. Au départ, il est le « méchant de service » qui sert de faire-valoir à Pif, mais il évolue au fil des ans grâce à son charisme et tous deux finissent par devenir de grands amis inséparables et indissociables, sans oublier toutefois de se chamailler régulièrement.
La popularité des deux personnages était telle que de nombreux magazines leur furent consacrés, le plus connu et celui avec la plus grande longévité étant bien entendu le fameux Pif Gadget qui, après s'être interrompu pendant quelques années, fut de nouveau disponible en librairie en juillet 2004 avec de nouvelles histoires écrites par de nouveaux auteurs. Le magazine a été placé en liquidation judiciaire en janvier 2009, faute de ventes suffisantes.
La diminution des ventes de Pif et Hercule est la conséquence des quotas de production imposés en France à la fin des années 1980.
Un film intitulé Les Mille et une farces de Pif et Hercule a été réalisé en 1993, avec Claude Rollet et Gérard Surugue pour les voix de Pif et Hercule.